# The Hardball Times
The Hardball Times (ou THT) est un site Internet consacré au baseball et actif depuis 2004.
Fondé par un groupe de dix personnes menées par Aaron Gleeman, journaliste sportif, et Matthew Namee, ancien assistant de l'historien et auteur Bill James, le site publie articles et statistiques sur le baseball, notamment les activités de la Ligue majeure de baseball.
Depuis son année de fondation en 2004, The Hardball Times publie en version papier le guide The Hardball Times Annual. De 2007 à 2009, il a aussi publié The Hardball Times Season Preview, un guide de la saison de baseball à venir.